# Ецелванг
Ецелванг (њем. Etzelwang) општина је у њемачкој савезној држави Баварска. Једно је од 27 општинских средишта округа Амберг-Зулцбах. Према процјени из 2010. у општини је живјело 1.443 становника. Посједује регионалну шифру (AGS) 9371140.

## Географски и демографски подаци
Ецелванг се налази у савезној држави Баварска у округу Амберг-Зулцбах. Општина се налази на надморској висини од 390–596 метара. Површина општине износи 21,7 km². У самом мјесту је, према процјени из 2010. године, живјело 1.443 становника. Просјечна густина становништва износи 67 становника/km².